# Premio Marzotto

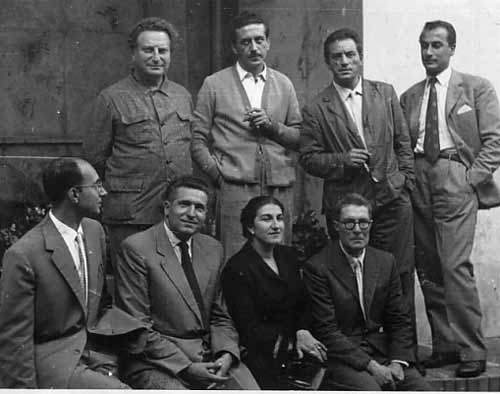
Premio Marzotto 1951 foto ufficiale con Enrico Accatino, Carlo Levi, Antonio Scordia, Felice Mariani, Ornella Angeloni, Achille Sdruscia

Il premio Marzotto è stato un premio internazionale con sede a Valdagno, in provincia di Vicenza. Fu istituito nell'ottobre 1950 dall'omonimo gruppo tessile e la sua prima edizione si tenne nel settembre 1951, dando inizio a una serie di 18 edizioni che coinvolsero le seguenti discipline: 'letteratura, filosofia, economia, giornalismo, medicina e chirurgia, musica, teatro, pittura'. La sua chiusura avvenne nel 1968, sull'onda della contestazione studentesca.  
Componenti della giuria furono Mario Missiroli, Giovanni Ansaldo, Giuseppe Toffanin, Antonino Pagliaro e Edoardo Soprano (segretario), ai quali si aggiunse poi Emilio Cecchi.
Notevole fu la sua rilevanza internazionale grazie anche al coraggio di alcune scelte che puntarono ad affiancare a nomi già affermati quelli di giovani talenti emergenti della generazione italiana del dopoguerra i quali, proprio grazie a questo successo, avrebbero trovato la loro definitiva consacrazione. Vale la pena di ricordare, solo per l'arte, nomi come Renato Guttuso, Lucio Fontana, Alberto Burri, Filippo de Pisis, Pasquarosa, Luigi Romersa, Carlo Carrà, Carlo Martini, Enrico Accatino, Leonardo Cremonini, Achille Sdruscia, Antonio Scordia , Silvio Loffredo, Antonio Bueno, Giuseppe De Gregorio, Orazio Celeghin, Ugo Capocchini, Domenico Gnoli, Davide Orler, Silvio Livio Rossi, Guido Ferroni, Elio Pulli.